# Fimbulwinter
Fimbulwinter – norweska grupa black metalowa, założona w 1992 r. W 1992 zespół wydał demo Servants of Sorcery, następnie wydane jako album przez Hot Records w 1994 (z dodatkowymi ścieżkami). Płyta ta zawiera również cover zespołu Celtic Frost - "Morbid Tales". Rok później Hell Slaughter Records wydała album na płycie winylowej w 500 numerowanych egzemplarzach. Po zakończeniu działalności w 1994 r. Shagrath i Skoll dołączyli do Ulver. Shagrath po krótkim czasie opuścił zespół i wraz z Silenozem założył Dimmu Borgir. Skoll zaś kontynuował działalność w Ulver, później dołączając wraz z Garmem ze wspomnianej grupy do zespołu Arcturus.
Nazwa "Fimbulwinter" pochodzi od Fimbulvinter - według z mitologii nordyckiej - trzyletniej zimy poprzedzającej Ragnarök.

## Dyskografia
- Rehearsal (1992, demo)
- Servants of Sorcery (1994)